# Cabo Bon

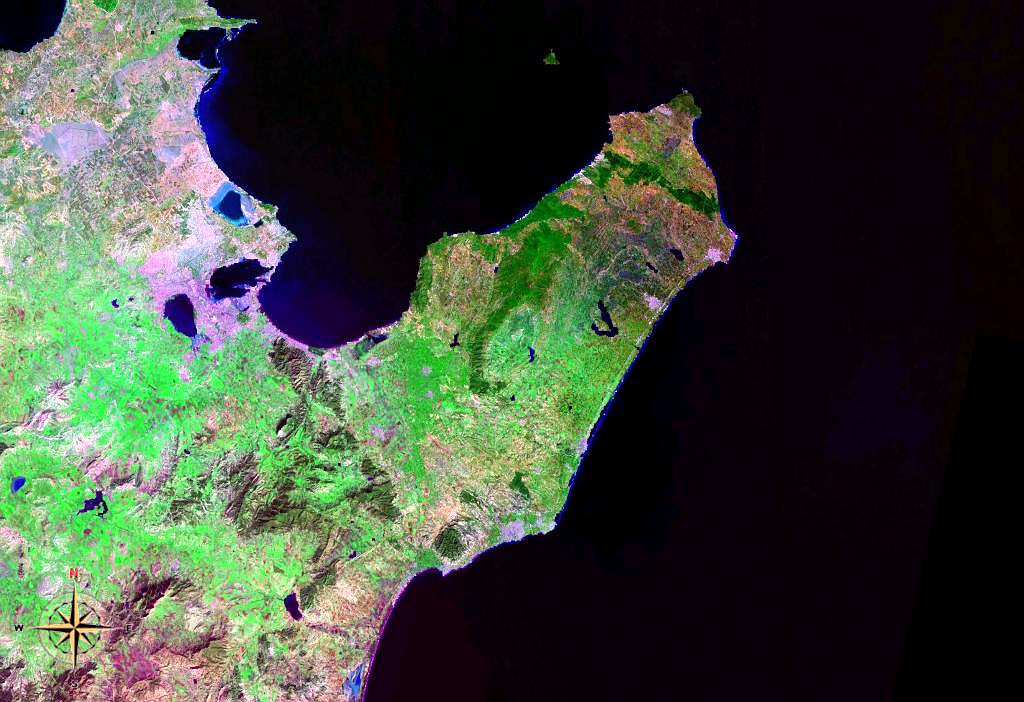
Cabo Bon em imagem de satélite (falsa cor)

Cabo Bon (em árabe: الرأس الطيب, em francês:  Cap bon), ou Watan el-kibli, é uma península no nordeste da Tunísia. É banhada pelo golfo de Tunes a norte. Nabeul e Kelibia são algumas das cidades nesta península. As ruínas da cidade púnica de Kerkouane ficam também na zona.